# Walter Brandmüller

Wappen von Walter Kardinal Brandmüller mit dem Wahlspruch Ignem in terram – „Feuer auf die Erde“ (Lukas 12,49 EU)

Walter Kardinal Brandmüller (* 5. Januar 1929 in Ansbach) ist ein deutscher Theologe, Kirchenhistoriker und Kardinal der römisch-katholischen Kirche. Er war von 1998 bis 2009 Präsident des Päpstlichen Komitees für Geschichtswissenschaft.

## Leben
Walter Brandmüller wurde 1929 in einer Offiziersfamilie im mittelfränkischen Ansbach geboren. Er wurde evangelisch getauft, wobei der Vater war Katholik und die Mutter Protestantin war, trat aber früh zum Katholizismus über. 1948 legte er am Gymnasium Carolinum sein Abitur ab und studierte danach katholische Theologie. Er empfing am 26. Juli 1953 in Bamberg durch Erzbischof Joseph Otto Kolb die Priesterweihe. Anschließend war er als Kaplan in Kronach und der Bamberger Pfarrei St. Martin tätig. Er wurde 1963 – nach einem Promotionsstudium bei Hermann Tüchle, zu dem er von Erzbischof Josef Schneider freigestellt worden war – an der Ludwig-Maximilians-Universität München mit einer Arbeit zum Thema Das Wiedererstehen katholischer Gemeinden in den Fürstentümern Ansbach und Bayreuth promoviert. An selber Stelle wurde er 1967 mit einer Abhandlung über das Konzil von Pavia-Siena auch habilitiert. Am 30. Oktober 1969 wurde er als Professor an die damalige Philosophisch-Theologische Hochschule Dillingen berufen. Nach deren Auflösung kam der Hochschullehrer am 7. Oktober 1970 nach Augsburg, wo er bis zu seiner Emeritierung 1997 als Ordinarius für Neuere und Mittelalterliche Kirchengeschichte an der Universität Augsburg lehrte. Während dieser Zeit betreute er die Pfarrei Mariä Himmelfahrt in Walleshausen.
Er war ab 1981 Mitglied der Päpstlichen Kommission der historischen Wissenschaften, ab 1998 Präsident des Päpstlichen Komitees für Geschichtswissenschaft in Rom und von 1998 bis 2006 Präsident der Internationalen Kommission für vergleichende Kirchengeschichte. 1998 berief Papst Johannes Paul II. den damals 69-jährigen Professor zum Präsidenten des Päpstlichen Komitees für Geschichtswissenschaften in Rom. In diesen Stellungen koordinierte er die internationale wissenschaftliche Zusammenarbeit zwischen Historiker- und Wissenschaftsakademien, die sich mit kirchengeschichtlichen Themen beschäftigen. Schwerpunkte waren der Fall Galileo Galilei sowie das Konzil von Konstanz und das Erste Vatikanische Konzil. Brandmüller hielt Vorträge am Institut für Universalgeschichte der Russischen Akademie der Wissenschaften in Moskau, an der Accademia Nazionale dei Lincei („Akademie der Luchse“) in Rom und am Deutschen Historischen Institut in Paris. 2009 ging er in den Ruhestand und übergab sein Amt im Päpstlichen Komitee für Geschichtswissenschaft PCSS an Bernard Ardura. Seit der Habilitation liegt der Schwerpunkt seiner wissenschaftlichen Tätigkeit auf der Geschichte der Konzilien. So ist Brandmüller Mitbegründer und Herausgeber der Zeitschrift Annuarium Historiae Conciliorum (Paderborn, seit 1969, mit einigen Supplementen) und der Serie Konziliengeschichte (2 Reihen, seit 1979, bislang 37 Bände). Auch die ihm gewidmete Festschrift steht unter diesem Titel. Daneben gab er das Handbuch der bayerischen Kirchengeschichte (St. Ottilien, 1991–1999, 3 Bände) heraus.
Im feierlichen Konsistorium vom 20. November 2010 nahm ihn Papst Benedikt XVI. als Kardinaldiakon mit der Titeldiakonie San Giuliano dei Fiamminghi in das Kardinalskollegium auf. Zuvor war er zum Titularerzbischof von Caesarea in Mauretania ernannt worden. Am 13. November 2010 empfing Walter Brandmüller in der deutschen Nationalkirche Santa Maria dell’Anima durch Raffaele Kardinal Farina SDB die Bischofsweihe; Mitkonsekratoren waren der Bamberger Erzbischof Ludwig Schick und der frühere Apostolische Nuntius Giuseppe De Andrea. Kardinal Brandmüller zelebrierte am 15. Mai 2011 erstmals nach der Liturgiereform von 1969/70 ein Pontifikalamt im damaligen außerordentlichen Ritus an einem der beiden Hauptaltäre von St. Peter, dem Altar der Kathedra Petri.
Aufgrund seines Alters – Brandmüller war zum Zeitpunkt seiner Kreierung zum Kardinal schon älter als 80 Jahre – war er beim Konklave 2013 nicht wahlberechtigt.
Am 19. September 2016 wandte sich Kardinal Brandmüller gemeinsam mit den Kardinälen Raymond Leo Burke, Carlo Caffarra und Joachim Meisner in dem Schreiben Klarheit suchen: eine Bitte, die Knoten in ‚Amoris Laetitia‘ zu lösen an Papst Franziskus und die Kongregation für die Glaubenslehre. Das aus Sorge um das „wahre Wohl der Seelen, das höchste Gesetz der Kirche“ entstandene Schreiben in lateinischer Sprache enthält fünf Dubia („Zweifel“) mit dem Wunsch nach Klarstellungen zum kontroversen achten Kapitel des päpstlichen Schreibens Amoris laetitia, insbesondere zur Frage der Zulassung wiederverheirateter Geschiedener zur heiligen Kommunion. Das Formulieren solcher Dubia, die nur mit „Ja“ oder „Nein“ beantwortet werden können, ist ein gebräuchliches kirchliches Mittel, das in Bezug auf theologische Fragen seit Jahrhunderten von Bischöfen genutzt wird. Am 14. November 2016 machten die Kardinäle das Schreiben öffentlich, da der Papst nicht geantwortet habe, was als Einladung zum Diskurs verstanden worden sei. Ende November 2016 erhob der Dekan der Römischen Rota, Pio Vito Pinto, Vorwürfe gegen die vier Kardinäle, die „einen schwerwiegenden Skandal erregt“ hätten.
Im September 2018 antwortete der emeritierte Papst Benedikt XVI. auf ein Schreiben, in dem die Schaffung des Amtes eines Papa emeritus (Papst im Ruhestand) durch den Amtsverzicht des Papstes 2013 kritisiert wurde. Der Brief wurde von der New York Times Walter Brandmüller zugeschrieben. Papst emeritus Benedikt machte deutlich, dass er diese Kritik als eine an seinem Pontifikat als Ganzem empfinde; das gesamte Pontifikat werde „entwertet und in die Trauer über die Situation der Kirche von heute eingeschmolzen“.
Am 3. Mai 2021 wurde er von Papst Franziskus unter Beibehaltung seiner Titeldiakonie als Titelkirche pro hac vice zum Kardinalpriester ernannt.

## Positionen
- Am 19. November 2011 nahm Brandmüller bei einer Priesterweihe in Bettbrunn zu einigen Fragen der Predigt Stellung. Eine Predigt müsse mit der Lehre der Kirche übereinstimmen, dann hätten die Zuhörer die „Pflicht“, sie bereitwillig und mit Ehrfurcht anzuhören. Eine Predigt erfordere das „lebenslange Studium der Heiligen Schrift“. Die Predigtvollmacht sei unauflöslich an die Weihe gebunden. Nur Bischof, Priester, Diakon dürften und könnten „im Namen und in der Vollmacht Jesu Christi das Evangelium verkündigen“. Folglich sei die sogenannte Laienpredigt illegitim.[11]
- Walter Brandmüller bewertete Anfang Januar 2019 in einem Interview mit der Deutschen Presse-Agentur die Empörung über den Missbrauchsskandal in der katholischen Kirche auf Basis der Daten der MHG-Studie als Heuchelei: „Da benimmt sich die Gesellschaft ziemlich heuchlerisch. […] Was in der Kirche an Missbrauch passiert ist, ist nichts anderes, als was in der Gesellschaft überhaupt geschieht.“ Man solle auch nicht verschweigen, dass 80 Prozent der Missbrauchsfälle im kirchlichen Umfeld männliche Jugendliche betrafen, nicht Kinder.[12]
- Er kritisiert den Synodalen Weg der Kirche in Deutschland, dem er eine „Los-von-Rom“-Absicht unterstellt; in den Beratungen fehlten „genuin katholische Themen“, was für ihn eine „Los-auch-vom-katholischen-Glauben“-Haltung bedeute. Bischöfen warf er die Missachtung des kirchlichen Rechts, der Glaubens- und Sittenlehre vor.[13]

## Mitgliedschaften
- Beirat des Dignitatis Humanae Institute.[14]

## Ehrungen und Auszeichnungen
- 1981 wurde er von Kardinal-Großmeister Maximilian Kardinal von Fürstenberg zum Ritter des Ritterordens vom Heiligen Grab zu Jerusalem ernannt und am 14. November 1981 im Kölner Dom durch Franz Hengsbach, Großprior des Ordens in Deutschland, investiert.
- Ernennung zum Päpstlichen Ehrenprälaten durch Papst Johannes Paul II. (1983)[15]
- Bundesverdienstkreuz am Bande des Verdienstordens der Bundesrepublik Deutschland (1990)[16]
- Österreichisches Ehrenkreuz für Wissenschaft und Kunst I. Klasse (1990)
- Berufung zum Kanoniker der Peterskirche in Rom (1997) und Ernennung zum Apostolischen Protonotar (1997).[17]
- Mitglied der katholischen Studentenverbindung KAV Capitolina zu Rom im CV (2006)
- Ernennung zum Päpstlichen Delegaten für die Gedenkveranstaltung anlässlich des 450. Jahrestages des Abschlusses des Trienter Konzils am 3. Dezember 2013 durch Papst Franziskus.

## Werke (Auswahl)

### Publikationen in Buchform

#### Als Autor
- Galilei und die Kirche, oder, Das Recht auf Irrtum, F. Pustet, Regensburg 1982, ISBN 978-3-7917-0743-3.
- Galilei e la Chiesa – ossia il diritto ad errare (= Scienze e Fede, Band 4), Libreria Editrice Vaticana, Citta del Vaticano 1992, ISBN 978-88-209-1718-0.
- mit Egon Johannes Greipl, Copernico, Galilei e la Chiesa. Fine della controversia (1820). Gli atti del Sant’Uffizio, L. S. Olschki, Firenze 1992, ISBN 88-222-3997-0.
- Galilei und die Kirche. Ein „Fall“ und seine Lösung. MM, Aachen 1994, ISBN 3-928272-35-7.
- Das Konzil von Konstanz 1414–1418. 2 Bände. Schöningh, Paderborn:
  - Band 1: Bis zur Abreise Sigismunds nach Narbonne, 1991, 2. erw. A. 1999, ISBN 3-506-74698-7.
  - Band 2: Bis zum Konzilsende, 1998, ISBN 3-506-74691-X.
- Das Konzil von Pavia-Siena 1423–1424. Schöningh, Paderborn 2002, ISBN 3-506-74675-8.
- Briefe um das I. Vaticanum. Aus der Korrespondenz des Konzilssekretärs Bischof Fessler von St. Pölten 1869–1872. Schöningh, Paderborn 2005, ISBN 3-506-71359-0.
- mit Ingo Langner: Der Fall Galilei und andere Irrtümer. Macht, Glaube und Wissenschaft. Sankt-Ulrich, Augsburg 2006, ISBN 3-936484-81-3.
- Licht und Schatten. Kirchengeschichte zwischen Glaube, Fakten und Legenden. Sankt-Ulrich, Augsburg 2007, ISBN 978-3-936484-99-1.
- Holocaust in der Slowakei und Katholische Kirche, Ph.C.W. Schmidt, 2003, ISBN 978-3-87707-608-8.
- Walters Wege. Der hl. Walter, Abt von Pontoise, Kißlegg 2010, ISBN 978-3-939684-88-6.
- mit Ingo Langner: Vernünftig glauben. Ein Gespräch über Atheismus. fe-medienverlag, Kißlegg 2010, ISBN 978-3-86357-000-2.
- mit Nicola Bux und Agostino Marchetto, Le chiavi di Benedetto XVI per interpretare il Vaticano II, Cantagalli, Reihe: 1a edizione, Siena 2012, ISBN 978-88-8272-822-9.
- Monsignore, gibt es Gott? Interviews – Essays. Mit Alexander Smoltczyk, fe-medienverlag, Kißlegg 2013, ISBN 978-3-86357-049-1.
- Kirchengeschichte als Kirchenkritik. Zwischenrufe aus Rom, hrsg. von Michael F. Feldkamp (=  Propyläen des christlichen Abendlandes, Band 4), Patrimonium-Verlag Aachen 2020, ISBN 978-3-86417-131-4.
- Der Fall Galilei und die Kirche, Media Maria Verlag, Illertissen 2021, ISBN 978-3-947931-26-2.

#### Als Herausgeber
- Wer ist Jesus Christus? Mythen, Glaube und Geschichte. MM, Aachen 1995, ISBN 3-928272-44-6.
- Das eigentlich Katholische. MM, Aachen 1997, ISBN 3-928272-59-4.
- Christus in den Sakramenten der Kirche. MM, Aachen 1998, ISBN 3-928272-04-7.
- Handbuch der bayerischen Kirchengeschichte.
  - Von den Anfängen bis zur Schwelle der Neuzeit (1999, ISBN 978-3-88096-671-0)
  - Von der Reformation bis zum Reichsdeputationshauptschluss (1993, ISBN 978-3-88096-672-7)
  - Vom Reichsdeputationshauptschluss bis zum zweiten Vatikanischen Konzil (1991, ISBN 978-3-88096-673-4)
- Ecclesia Militans. Studien zur Konzilien- und Reformationsgeschichte. Remigius Bäumer zum 70. Geburtstag gewidmet, Band 1: Konziliengeschichte, Paderborn (u. a.) 1988.

### Beiträge in Sammelwerken
- Dr. Johannes Winhart, der letzte katholische Stiftsprediger bei St. Gumbert in Ansbach, in: Würzburger Diözesangeschichtsverein (Hrsg.), Diözesan-Geschichtsblätter, Würzburg, Namd 18 und 19, 1956–1957, S. 125-.
- Kirchenfreiheit und Kirchenreform. Die Instruktionen für die Gesandten der Kathedralkapitel der Kirchenprovinz Reims zum Konzil von Pavia-Siena, in: Remigius Bäumer (Hrsg.), Von Konstanz nach Trient (= Festschrift für August Franzen), Verlag Schöningh, München, Paderborn, Wien 1972, S. 57–85.
- Die Gesandtschaft Benedikts XIII. an das Konzil von Pisa., in: Georg Schwaiger (Hrsg.), Konzil und Papst. Historische Beiträge zur Frage der höchsten Gewalt in der Kirche. Festgabe für Hermann Tüchle, Schöningh, München, Paderborn, Wien 1975, ISBN 978-3-506-74785-3, S. 169–205.
- Infeliciter electus fuit in Papam. Zur Wahl Johannes XXIII., in: Dieter Berg (Hrsg.) und Hans-Werner Goetz (Hrsg.), Ecclesia et regnum. Beiträge zur Geschichte von Kirche, Recht und Staat im Mittelalter (= Festschrift für Franz-Josef Schmale zu seinem 65. Geburtstag), Winkler-Verlag, Bochum 1989, S. 309-.
- „Die Inquisition war nun doch wohl das letzte!“. Historische Wirklichkeit und Legende, in: Michael Müller (Hrsg.), Plädoyer für die Kirche. Urteile über Vorurteile, MM Verlag, Aachen 1991, ISBN 978-3-928272-00-1.
- Vergebung – der Weg zum Frieden, in: Johannes Paul II. (Autor), Donato Squicciarini (Hrsg.), Die Weltfriedensbotschaften Papst Johannes Pauls II. 1993–2000,  Duncker & Humblot, Berlin 2001, S. 415-.
- Carl Josef von Hefele – ein Geschichtsschreiber macht Geschichte Ein historisches Feuilleton, in: Johannes Arnold (Hrsg.), Väter der Kirche. Ekklesiales Denken von den Anfängen bis in die Neuzeit; (= Festgabe für Hermann Josef Sieben SJ zum 70. Geburtstag), Schöningh, Paderborn, Wien, u. a. 2004, S. 1087-.
- Kunst – Kult – Kirche, in: Heidemarie Seblatnig (Hrsg.), Michael M. Wimmer (Übersetzung), Hetzendorf und der Ikonoklasmus in der zweiten Hälfte des 20. Jahrhunderts, Facultas WUV, Wien 2010, S. 95-.
- Remarks on the Opening of the Exhibition „Opus Iustitiae Pax. Eugenio Pacelli – Pius XII (1876–1958)“ in Munich, in: Peter Pfister (Hrsg.), Eugenio Pacelli – Pius XII. (1876–1958) in the view of scholarship, Schnell und Steiner, Regensburg 2012, S. 11-.
- Unity and Indissolubility of Marriage: From the Middle Ages to the Council of Trent, in: Robert Dodaro (Hrsg.), Remaining in the Truth of Christ: Marriage and Communion in the Catholic Church, Ignatius Press, San Francisco 2014. S. 129–147. Deutsche Ausgabe: Robert Dorado (Hrsg.), In der Wahrheit Christi bleiben. Ehe und Kommunion in der Katholischen Kirche, Echter, Würzburg 2014, ISBN 978-3-429-03783-3. (Inhaltsverzeichnis und Editorial der englischsprachigen Originalausgabe online verfügbar, im Editorial das Abstract dieses Beitrags von Brandmüller auf S. 15–24) Der Sammelband ist eine Replik auf Walter Kasper, Das Evangelium von der Familie. Die Rede vor dem Konsistorium, Verlag Herder Freiburg, Basel, Wien 2014, ISBN 978-3-451-31245-8.[18]
- Renuntiatio Papae – einige historisch-kanonistische Überlegungen, in: Johannes Grohe (Hrsg.), Gregor Wurst (Hrsg.), Zvjezdan Strika (Hrsg.), Hermann Fischer (Hrsg.), Begegnung der Kirche in Ost und West im Spiegel der synodalen Strukturen. Historisch-theologische Beiträge (= Festschrift Petar Vrankić zum 70. Geburtstag), EOS Verlag Erzabtei St. Ottilien, Sankt Ottilien 2017, ISBN 978-3-8306-7869-4, S. 65–80.

### Zeitschriftenartikel
- Was ist Materie? In: Stimmen der Zeit (SdZ), Jahrgang 79, Heft 1, 1952–1953, S. 194ff.
- Studien zur Frühgeschichte der Abtei Michelsberg. Mit Abdruck der Kalendare aus den Handschriften Bamberg Lit. 1 und Karlsruhe 504, in: Bericht des Historischen Vereins für die Pflege der Geschichte des ehemaligen Fürstbistums Bamberg, Jahrgang 100, 1964, S. 95–135.
- Ein Nachspiel der Auflösung des Konzils von Siena innerhalb des Augustinerordens, in: Römische Quartalschrift für christliche Altertumskunde und Kirchengeschichte, Jahrgang 60, 1965, S. 186–207.
- Die römischen Berichte des Pietro d'Antonio De' Micheli an das Concistoro von Siena im Frühjahr 1431, in: Bullettino senese di storia patria, Jahrgang 73/75, 1966/68, S. 146–199.
- Der Übergang vom Pontifikat Martins V. zu Eugen IV., Deutsches Historisches Institut in Rom (Hrsg.), Quellen und Forschungen aus italienischen Archiven und Bibliotheken, Jahrgang 47, Tübingen 1967, S. 596–629.
- Besitzt das Konstanzer Dekret „Haec sancta“ dogmatische Verbindlichkeit?, in: Römische Quartalschrift für christliche Altertumskunde und Kirchengeschichte, Jahrgang 62, 1967, S. 1–17.
- Der Fall Galilei – ein Konflikt Naturwissenschaft und Kirche?, in: SdZ,  1968, S. 333ff.
- Zum Plan einer neuen Konziliengeschichte, in: Annuarium Historiae Conciliorum, Jahrgang 4, 1972, S. 1–6.
- Zur Frage nach der Gültigkeit der Wahl Urbans VI. Quellen und Quellenkritik, in: Annuarium Historiae Conciliorum, Jahrgang 6, 1974, S. 78–120.
- Sieneser Korrespondenzen zum Konzil von Pisa, in: Annuarium Historiae Conciliorum, Jahrgang 7, 1975, S. 166–228.
- Die Aktualität der Konziliengeschichtsforschung, in: Theologie und Glaube, Jahrgang 65, 1975, S. 203–220.
- Fata libelli. Eine Hussitica-Handschrift aus Neapel, in: Annuarium Historiae Conciliorum, Jahrgang 11, 1979, S. 142–170.
- Die Kirche in der Predigt des hl. Bernhardin von Siena, in: Münchener Theologische Zeitschrift, Jahrgang 31, 1980, S. 284–295.
- Simon de Lellis de Teramo. Ein Konsistorialadvokat auf den Konzilien von Konstanz und Basel, in: Annuarium Historiae Conciliorum, Jahrgang 12, 1980, S. 229–268.
- Das Priesterbild Johann Michael Sailers, in: SdZ, Jahrgang 108, 1983, S. 119-.
- Kirche und Arbeiterschaft im 19. Jahrhundert. Fragen und Tatsachen, in: SdZ, Jahrgang 93, 1975, S. 228-.
- Die Confessio Augustana in ihrem historischen Kontext, in: SdZ, Jahrgang 105, 1980, S. 553ff.
- Wortverkündigung und Weihe. Das Problem der Laienpredigt im Licht der Kirchen-, insbesondere der Konziliengeschichte, in: Annuarium Historiae Conciliorum, Jahrgang 18, 1986, S. 239–271.
- Die Lehre der Konzilien über die rechte Schriftinterpretation bis zum 1. Vatikanum, in: Annuarium Historiae Conciliorum, Jahrgang 19, 1987, S. 13–61.
- Martin V. und die Griechenunion: der „Sermo in presentacione cuiusdam episcopi Ruteni“ des Mag. Mauricius Rvacka in Konstanz, 25. Februar 1418, in: Historical Studies Antonio García y García, 1998, S. 133–148.
- Johannes XXIII. im Urteil der Geschichte – oder die Macht des Klischees, in: Annuarium Historiae Conciliorum, Jahrgang 32, 2000, S. 106–145.
- Silvester II. Römischer Primat an der Schwelle zum 2. Jahrtausend, in: Bullettino dell'Istituto storico italiano per il medio evo, Jahrgang 104, 2002, S. 1–29.
- Die Konklaven aus nächster Nähe. Das Wahlrecht und seine Bedeutung im Laufe der Jahrhunderte, in: 30 Tage. In Kirche und Welt. Internationale Monatschrift, 2003, Nummer 5.[19]
- Konzil-Synode im Briefcorpus Gregors des Großen, in: Annuarium Historiae Conciliorum, Jahrgang 37, 2005, S. 377–398.
- Die kanonistischen Hintergründe der Wahl von Fondi, in: Annuarium historiae conciliorum, Jahrgang 39, 2007, Heft 1/2, S. 125–130.
- Zum Problem der Ökumenizität von Konzilien, in: Annuarium historiae conciliorum, Jahrgang 41, 2009, Heft 2, S. 275–312.
- Verfolgt in allerjüngster Zeit. Der Erste Brief des Clemens, in: 30 Tage. In Kirche und Welt. Internationale Monatschrift, 2011, Nr. 11.[20]
- Ehe zwischen Macht und Recht. Der Ehestreit zwischen Lothar II. und Nikolaus I. Ein Fallbeispiel aus der Geschichte, in: Die Neue Ordnung, Jahrgang 68, Heft 3, 2014, S. 180–191.
- Renuntiatio Papae. Alcune riflessioni storico-canonistiche, in: Stato, Chiese e pluralismo confessionale. Rivista telematica (www.statoechiese.it), 2016, Nummer 26, 18. Juli 2016, ISSN 1971-8543. (14 Seiten),[21] (Zusammenfassung: Settimo Cielo und Giuseppe Nardi, Kardinal Brandmüller: Figur eines „emeritierten“ Papstes birgt „große Gefahren“ für Einheit der Kirche, in: katholisches.info. Magazin für Kirche und Kultur, 18. Juli 2016),[22] und in: Jurist, Jahrgang 76, 2016, Heft 2, S. 311–325.
- Der Papst: Glaubender – Lehrer der Gläubigen, in: Die Neue Ordnung, Band 71, 2017, Heft 4, S. 244–251, und in: Una-Voce-Korrespondenz, Band 47, 2017, Heft 3, S. 321–330.
- Homosexualität und Missbrauch. Der Krise begegnen. Lehren aus der Geschichte. in: Vatican-magazin, 2018[23] (Inhaltsangabe von Sandro Magister online verfügbar[24])
- Ehelosigkeit ist Dienst am Evangelium. in: FAZ, 2019[25]

### Interviews
- mit Jürgen Liminski: Das Gütesiegel des Papstes, in: Deutschlandfunk, 4. April 2005, (online verfügbar).[26]
- mit Guido Horst (Interviewer): Geduld, Geduld – was sind schon fünfzig Jahre?, in: Die Tagespost, 25. Oktober 2012.
- mit Maike Hickson: Cardinal Brandmüller: Advocates for changing Catholic teaching on marriage are ‘heretics’ – even if they are bishops, in: lifesitenews.com, 14. April 2015, online verfügbar[27]
- Walter Kardinal Brandmüller: Die Begeisterung um Papst Franziskus ist oberflächlich, in: Zeit Magazine, ZEIT GESCHICHTE, 26. August 2014.
- mit Reinhold Michels (Interviewer): „Der gute Hirte darf Wölfe nicht fürchten“. Vatikan-Geistlicher kritisiert deutsche Bischöfe: Sich selbst erhaltender Apparat übertöne mit Geklapper das Evangelium., in: RP ONLINE, 1. Juli 2015, (online verfügbar)[28]
- mit Christian Geyer (Interviewer) und Hannes Hintermeier (Interviewer): Das Christentum hechelt nicht nach Applaus, in: Frankfurter Allgemeine Zeitung, 28. Oktober 2017, (online verfügbar).[29]
- mit Maike Hickson (Interviewer): Cardinal Brandmüller on How the Dubia Should be Answered, in: onepeterfive.com, 3. Januar 2018, (online verfügbar)[30]